# التحالف الإنجليزي المغربي

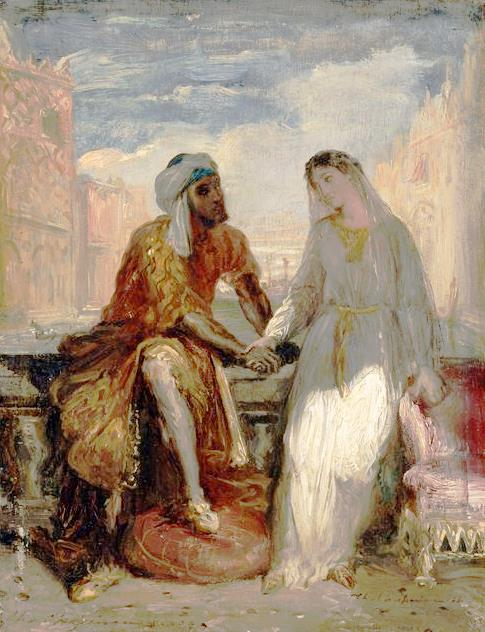
Shakespeare's عطيل and Desdemona in البندقية, by تيودور كاسيريو.

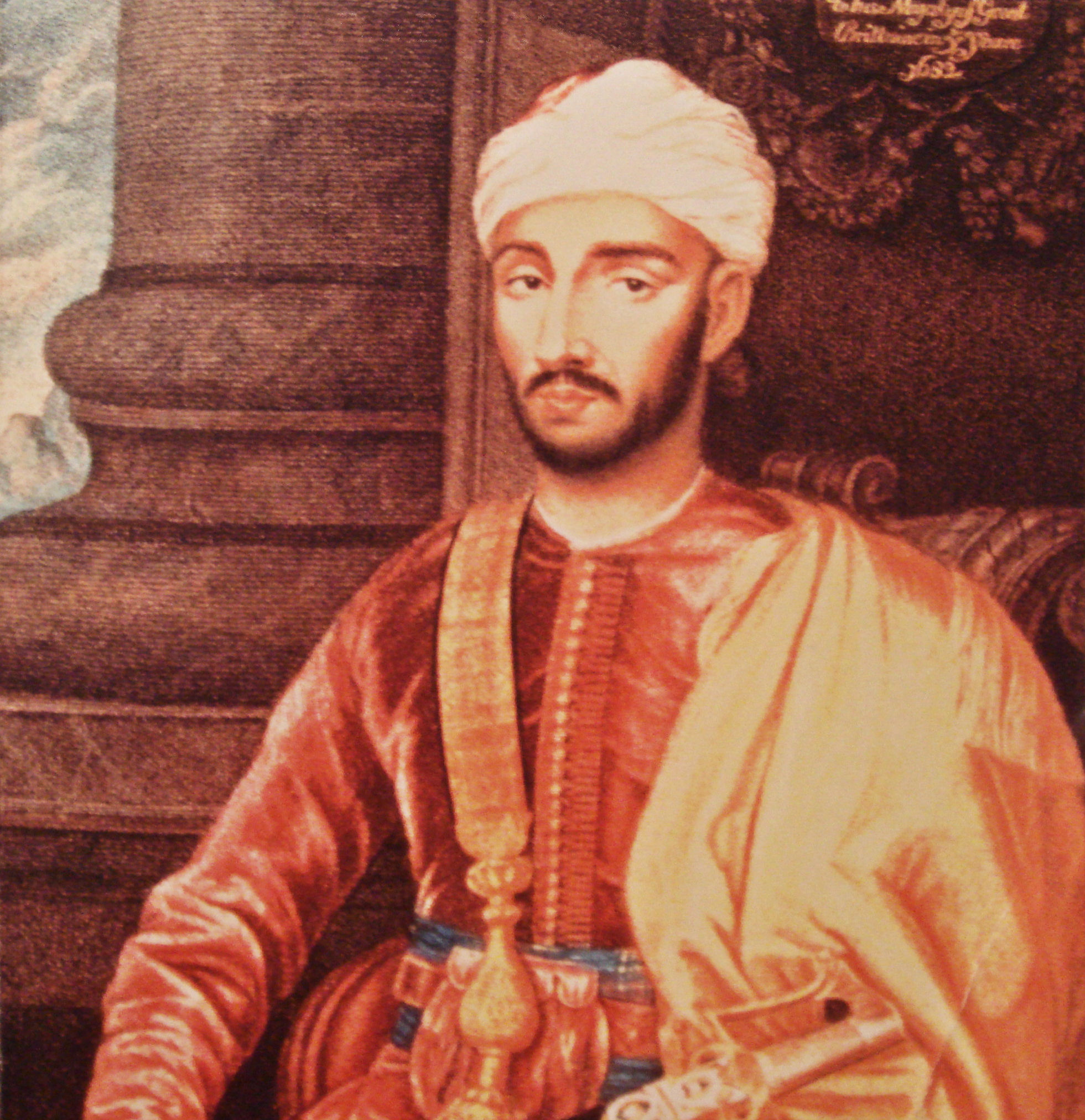
Mohammed bin Hadou, Mulay Ismail's Moroccan ambassador to بريطانيا العظمى in 1682.

الزيارة التي قام بها محمد عبد الواحد بن مسعود تابعت الإبحار من مدينة الأسد عام 1551، وإنشاء 1585 الشركة الإنجليزية البربرية، والتي كان الهدف منها تطوير التجارة بين انكلترا والمغرب. تطورت العلاقات الدبلوماسية لتنشئ تحالفا بين إليزابيث الأولى ومولاي المنصور. ضد فيليب الثاني ملك إسبانيا والورثة الذين أتوا من بعده. كانت ذات طبيعة تجارية بالأساس خصوصا تجارة الأسلحة لكنها شهدت العديد من التعاونات العسكرية المباشرة.